# Ayman Choucair
Ayman Choucair (né en 1950) est un homme politique libanais.
Membre du Parti socialiste progressiste de Walid Joumblatt, dont il est très proche, il est nommé député druze de Baabda en 1991, pour être par la suite réélu à ce poste lors des législatives de 1992, 1996, 2000 et 2005.
Comme tous les membres du bloc de la Rencontre démocratique de Joumblatt, il s’oppose en septembre 2004 à la reconduction du mandat du président Émile Lahoud et prend part à la Révolution du Cèdre puis à la majorité parlementaire issue des élections de mai-juin 2005.
Il est battu en juin 2009 par Fadi Awar, vice-président du Parti démocratique libanais de Talal Arslan.